# Andi Zeqiri
Andi Avdi Zeqiri (* 22. Juni 1999 in Lausanne) ist ein Schweizer Fussballspieler. Er steht seit September 2023 beim belgischen Verein KRC Genk unter Vertrag und ist an den Ligakonkurrenten Standard Lüttich ausgeliehen. Der Stürmer ist seit März 2018 Schweizer U21-Nationalspieler und seit Mai 2021 A-Nationalspieler.

## Karriere

### Vereine
Der in Lausanne geborene Andi Zeqiri begann seine fussballerische Ausbildung beim FC Stade Lausanne-Ouchy und wechselte im Jahr 2011 in die Jugend des FC Lausanne-Sport. Im Mai 2015 wurde er in die erste Mannschaft befördert. Sein Debüt in der zweithöchsten schweizerischen Spielklasse bestritt er am 22. Mai 2015 (34. Spieltag) bei der 1:2-Auswärtsniederlage gegen den FC Le Mont-sur-Lausanne, als er in der 71. Spielminute für Anđelko Savić eingewechselt wurde. Auch in den zwei verbleibenden Ligaspielen der Saison 2014/15 kam der 16-jährige Zeqiri zum Einsatz. In der folgenden Spielzeit 2015/16 etablierte er sich als Rotationsspieler in der Mannschaft von Cheftrainer Fabio Celestini. Am 21. April 2016 (29. Spieltag) erzielte er beim 1:0-Heimsieg gegen den FC Wohlen sein erstes Ligator für Lausanne-Sport. Insgesamt traf er in 14 Ligaspielen zwei Mal und stieg mit dem Verein als Meister in die höchste schweizerische Spielklasse auf.
Am 30. August 2016 wechselte Zeqiri auf Leihbasis für die gesamte Spielzeit 2016/17 zum italienischen Erstligisten Juventus Turin, der sich eine Kaufoption für ihn sicherte. Bei der Vecchia Signora wurde er der U19-Mannschaft zugewiesen und spielte dort die gesamte Saison. Juventus zog zum Ende der Saison die Kaufoption nicht, und Zeqiri kehrte zum FC Lausanne-Sport zurück.
In der Super League wurde er zu Beginn der Saison 2017/18 kaum berücksichtigt und spielte vermehrt in der U21. Bei der 1:4-Heimniederlage gegen den FC Basel am 2. Dezember 2017 (17. Spieltag) erzielte er sein erstes Tor in der ersten Liga. Anschliessend wurde er regelmässig als Einwechselspieler eingesetzt und beendete die Saison mit 19 Ligaeinsätzen, in denen er zwei Treffer erzielte. Als Tabellenletzter stieg er mit den Bleu et blanc in die Challenge League ab.
In der darauffolgenden Saison 2018/19 startete der Stürmer immer häufiger. Am 26. Mai 2019 (36. Spieltag) erzielte er beim 6:2-Heimsieg gegen den FC Vaduz bereits vor der Halbzeitpause einen lupenreinen Hattrick. In dieser Spielzeit traf er in 24 Ligaeinsätzen sieben Mal. Der endgültige Durchbruch gelang ihm in der nächsten Saison 2019/20 auf der Position des linken Flügelspielers. Bereits nach fünf Spieltagen stand er bei sechs Saisontoren und zwei Vorlagen. Diese Torquote konnte er zwar nicht beibehalten, er erreichte aber bis zum Ende der Spielzeit dennoch hervorragende 17 Tore und acht Vorlagen, welche er in 33 Ligaspielen sammeln konnte.
Am 1. Oktober 2020 wechselte Zeqiri zum englischen Erstligisten Brighton & Hove Albion, wo er einen Vierjahresvertrag unterzeichnete.
Am 30. August 2021 wechselte er auf Leihbasis zum deutschen Bundesligisten FC Augsburg. Die Leihe wurde bis zum 30. Juni 2022 vereinbart. Sein erstes Bundesligator erzielte er am 2.  Oktober 2021 im Auswärtsspiel bei Borussia Dortmund. Anfang August 2022 begann Zeqiri ein nächstes Leihengagement für eine Saison, nunmehr in der Heimat beim FC Basel, der sich eine anschliessende Kaufoption sicherte. Diese wurde von Basel nicht ausgeübt.
Er gehörte dann zunächst wieder zum Kader von Brighton & Hove Albion, bestritt aber kein Spiel für den Verein. Anfang September 2023 wechselte er zum belgischen Erstdivisionär KRC Genk, bei dem er einen Vertrag mit einer Laufzeit von drei Jahren mit der Option einer Verlängerung unterschrieb. In seiner ersten Saison bestritt er 30 von 36 möglichen Ligaspielen für den Verein, in denen er sieben Tore schoss, sowie zwei Pokalpiele und fünf Spiele in der Conference League mit jeweils einem Tor.
In der neuen Saison wurde er in zwei der ersten fünf Ligaspiele eingesetzt. Anfang September 2024 wurde er für den Rest der Saison mit anschließender Kaufoption an den Ligakonkurrenten Standard Lüttich ausgeliehen. Er bestritt 24 von 34 möglichen Ligaspielen, in denen er neun Tore schoss, sowie zwei Pokalspiele mit einem Tor.

### Nationalmannschaften
Andi Zeqiri ist kosovarischer Herkunft und kann deshalb sowohl für die Schweizer als auch für die kosovarische Nationalmannschaft spielen.
Im September 2013 und April 2014 lief Zeqiri drei Mal für die Schweizer U15-Nationalmannschaft auf und konnte in diesen Spielen einen Torerfolg verbuchen. Von September 2014 bis April 2015 bestritt er sieben Länderspiele für die U16, in denen er drei Mal netzte. Parallel dazu spielte er seit Oktober 2014 auch für die U17, für die er bis März 2016 insgesamt 14 Einsätze absolvierte und vier Mal traf. Zwischen August 2016 und Mai 2017 kam er sieben Mal für die U18 zum Einsatz und erzielte dabei drei Tore. Bereits im November 2015 spielte er erstmals für die U19 und machte in zwei Jahren 13 Länderspiele, in denen er fünf Tore erzielte. Im September 2018 absolvierte er ein Länderspiel für die U20, in dem er einen Treffer verzeichnete.
Seit März 2018 ist Andi Zeqiri Schweizer U21-Nationalspieler, seit Mai 2021 A-Nationalspieler.

## Erfolge
FC Lausanne-Sport
- Meister der Challenge League: 2016